# 安妮·哈默高·漢森
安妮·哈默高·漢森（Anni Hammergaard Hansen，1930年—2000年），出生名安妮·約根森（Anni Jørgensen），是一名退休的丹麥羽球運動員。
安妮·哈默高·漢森在1957年與克絲汀·桑代爾一起贏得全英羽球錦標賽女子雙打冠軍。她曾獲得四項全國冠軍，也代表丹麥參加1957年的優霸盃。